# Věra Fignerová
Věra Nikolajevna Fignerová (7. července 1852 Nikiforovo, Kazaňská gubernie – 15. června 1942 Moskva) byla ruská revolucionářka.
Narodila se v šlechtické rodině s německými kořeny jako nejstarší ze šesti dětí, její bratr Nikolaj Figner byl operní pěvec. Navštěvovala Rodionovský institut pro šlechtičny v Kazani a chtěla se stát lékařkou. Protože v carském Rusku ženy nesměly studovat medicínu, odešla do zahraničí na Curyšskou univerzitu. Zde se stala členkou kroužku Friči, sdružujícího radikálně naladěné ruské studentky. Školu nedokončila a vrátila do Ruska, kde se přidala k tajné organizaci Půda a svoboda a po jejím rozpadu k frakci Narodnaja volja, prosazující násilný boj proti režimu.
Pracovala jako zdravotnice a šířila revoluční propagandu mezi venkovany. Podílela se na přípravě teroristických akcí včetně atentátu na cara Alexandra II. Nikolajeviče v roce 1881. V roce 1883 byla zatčena v Charkově a uvězněna v Petropavlovské pevnosti. V procesu se čtrnácti členy organizace Narodnaja volja byla odsouzena k trestu smrti, který byl na přímluvu Niko Nikoladzeho změněn na dvacetileté vězení ve Šlisselburské pevnosti.
Po odpykání trestu byla poslána do vyhnanství v Archangelské gubernii. Léta 1906 až 1915 strávila v exilu, kde organizovala pomoc pro ruské politické vězně.
Po Únorové revoluci byla přední aktivistkou eserů. Navzdory protibolševickým postojům jí bylo umožněno vydat vzpomínkovou knihu Запечатлённый труд a působit ve Společnosti bývalých politických vězňů a vyhnanců, dokud nebyla v roce 1935 zrušena. Unikla velké čistce a zemřela ve věku nedožitých devadesáti let.
Anna Barkovová o ní napsala báseň Вера Фигнер.